# Федорец, Владимир Андреевич
Владимир Андреевич Федорец (укр. Володимир Андрійович Федорець; род. 1951) — советский и украинский спортсмен и тренер; Заслуженный тренер  СССР и Украины.

## Биография
Родился 21 февраля 1951 года в Тернопольской области Украинской ССР.
Его родители прожили вместе недолго, и после развода мать забрала сына в Чечено-Ингушскую АССР. В Грозном он пошёл в школу, где в 1963 году познакомился со своим первым тренером — Вячеславом Воронкиным. Занялся лёгкой атлетикой, отдав предпочтение в ней спринту. Выступал на дистанциях 100 и 200 метров, но лучшие результаты показывал в стометровке.
После расставания с тренером, который уехал в Магаданскую область, Федорец окончил институт, отслужил в армии, жил в Грозном. В 1971 году Вячеслав Воронкин вернулся в Грозный, где встретил друга, тоже тренера — Игоря Писаренко, работавшего в Луганском спортинтернате, и по его приглашению переехал в Ворошиловград. За ним последовал и Владимир Федорец. К этому времени стал призером РСФСР среди юношей и чемпионом Чечено-Ингушской АССР среди молодежи.
Воронкин работал директором спортивной школы общества «Динамо» и из-за занятости передал Федорцу свою группу учеников, среди которых была Татьяна Малюванец, которая впоследствии стала призером Кубка Европы и первым мастером спорта международного класса СССР в его тренерской карьере. Федорец воспитал ряд спортсменов, его ученики становились рекордсменами в нескольких не похожих друг на друга видах легкой атлетики. Так, например, Ольга и Виктор Брызгины были спринтерами, Татьяна Малюванец — рекордсменка Украины в беге с барьерами, Александр Пуговкин — прыгун в длину, Владимир Иноземцев — рекордсмен СССР в тройном прыжке. 
С 1995 по 2001 годы Федорец тренировал сборные ОАЭ и Катара, которые выступали на чемпионатах мира и Азии. По возвращении стал тренировать сборную Украины.
Затем — тренер дочери Брызгиных — Елизаветы Брызгиной — бронзового призёра Олимпиады-2012 в Лондоне в эстафете 4 × 100 м и других молодых спортсменов Украины (Татьяны Мельник, Яны Качур, Анастасии Рабченюк, Сергея Демидюка).

## Заслуги
Федорец подготовил двух олимпийских чемпионов — Виктора и Ольгу Брызгиных; его ученики завоевали 20 медалей на чемпионатах и кубках Европы и мира, установили 15 рекордов СССР и Украины, один мировой рекорд, который до сих пор не побит. 
Награждён советскими орденами Трудового Красного Знамени и Дружбы народов, а также грамотой Президиума Верховного Совета Украины. В. А. Федорец является Почётным гражданином Луганска (1992).

## Семья
Со своей женой Еленой познакомился в Кисловодске, где находился на тренировочных сборах. Двое детей — старший сын Антон и младшая дочь Олеся.